# Biblioteca Națională a Siriei
Biblioteca Națională (în arabă مَكْتَبَةُ الْوَطَنِيَّةِ) este biblioteca națională a Siriei situată în capitala Damasc, în Piața Omeiazilor. Este numită după Hafez al-Assad.
În 1976, Ministerul Culturii din Siria a emis o decizie oficială de a construi o bibliotecă națională. Construcția a început în 1978, iar biblioteca a fost finalizată în noiembrie 1983 și a fost deschisă în anul următor. Scopul bibliotecii a fost „de a aduna toate cărțile și edițiile zilnice, pe lângă toate tipurile de literatură legate de moștenirea noastră culturală ancestrală”, apoi de a sorta aceste materiale pentru a servi cercetătorilor și savanților cărora ar putea să le aducă beneficii.
Este depozitarul legal și al dreptului de autor pentru Siria. Asociația Bibliotecilor și Documentelor din Siria își are sediul la Biblioteca Națională a Siriei.

## Departamente
Biblioteca are mai multe departamente care includ o sală de curs și un departament special pentru nevăzători. Departamentele bibliotecii sunt următoarele:
- Departamentul de Documentare Fotografică: în cele trei forme ale sale (microfilm, microfișă, fotocopie). Această secțiune a fost înființată pentru a satisface dorințele cititorilor de a obține fotocopii ale cărților și publicațiilor.
- Departamentul de Material Audio: în care cărțile și manuscrisele bibliotecii sunt disponibile în formă audio.
- Departamentul de documentare: în care sunt stocate documentare disponibile pentru a fi vizionate.
- Departamentul de Arte Plastice: care conține lucrări ale artiștilor contemporani sirieni.
- Departamentul de periodice: În care sunt prezente publicații regulate.
- Departamentul Nevăzătorilor: În care cărțile și alte materiale sunt disponibile în braille pentru nevăzători.
- Departamentul de Informații: În care specialiștii îi ajută pe cititori să găsească subiectele solicitate și să navigheze prin diferiții indici și prin sistemele internaționale de informații care permit cititorului să identifice cea mai recentă sursă de referințe pentru fiecare subiect.
- Sala de curs: Biblioteca are o sală principală de curs care poate găzdui 308 persoane. Este potrivită pentru filme, prelegeri și conferințe. Este echipată cu un sistem radio pentru interpretare simultană în patru limbi. Există, de asemenea, alte două săli, fiecare putând găzdui până la 20 de persoane.
- Sala de lectură: Biblioteca are trei săli de lectură și alte patru camere de lectură. Sălile pot găzdui până la 1.000 de cititori în același timp.
- Săli de lectură individuale: sunt disponibile 21 de săli de lectură individuale.
- Săli de prezentare: Există mai multe săli de prezentare în bibliotecă utilizate în special pentru expoziții, cum ar fi expoziții de artă și carte.